# Triodia plectrachnoides
Triodia plectrachnoides är en gräsart som beskrevs av Nancy Tyson Burbidge. Triodia plectrachnoides ingår i släktet Triodia och familjen gräs. Inga underarter finns listade i Catalogue of Life.